# Фінал Ліги чемпіонів УЄФА 2024
Фінал Ліги чемпіонів УЄФА 2024 року — фінальний матч розіграшу Ліги чемпіонів УЄФА 2023—24, 69-го сезону в історії Кубка європейських чемпіонів і 32-го сезону в історії Ліги чемпіонів УЄФА. Гра відбулася 1 червня 2024 року на стадіоні «Вемблі» в Лондоні, Англія. У зв’язку з перенесенням фіналу 2020 року, місце проведення всіх наступних фіналів через пандемію COVID-19 змістились на один рік таким чином фінальну гру, яка мала відбутися в Лондоні перенесли на 2024 рік.
Переможець отримає право зіграти матч з переможцем Ліги Європи УЄФА 2023–2024 у Суперкубку УЄФА 2024.

## Команди
У таблиці, фінали до 1992 року з епохи  Кубка європейських чемпіонів, а з 1993 року — епохи Ліги чемпіонів УЄФА.
| Команда             | Попередні виступи (жирним шрифтом виділені перемоги)                                                      |
| ------------------- | --- |
| Боруссія (Дортмунд) | 2 (1997, 2013)                                                                                            |
| Реал Мадрид         | 17 (1956, 1957, 1958, 1959, 1960, 1962, 1964, 1966, 1981, 1998, 2000, 2002, 2014, 2016, 2017, 2018, 2022) |

## Місце проведення
Це буде третій фінал Ліги чемпіонів УЄФА, який відбудеться на реконструйованому стадіоні «Вемблі», раніше він проходив тут у 2011 та 2013 роках. Загалом це восьмий фінал, який відбудеться в Лондоні, а інші п’ять матчів проходили на стадіоні Вемблі в 1963, 1968, 1971, 1978 та 1992 роках. Цей матч стане дев'ятим фіналом Кубка європейських чемпіонів, який відбувся в Англії, при цьому фінал 2003 року відбувся на «Олд-Траффорд» у Манчестері, зрівнявши рекорд дев'яти фіналів Кубка європейських чемпіонів, проведених в Італії, Німеччині та Іспанії. Він також є тринадцятим, що проводиться у Сполученому Королівстві: фінали 1960, 1976 і 2002 років проходили в Шотландії, а фінал 2017 року проходив в Уельсі. Стадіон «Вемблі» також був місцем проведення Євро-2020, на стадіоні було зіграно вісім матчів, включаючи півфінал і фінал.

### Вибір господаря
22 лютого 2019 року УЄФА розпочав відкритий процес пропозицій для вибору місць проведення фіналу Ліги чемпіонів УЄФА 2022 та 2023 років. Асоціації повинні були висловити зацікавленість до 22 березня 2019 року, а тендерну документацію потрібно було подати до 1 липня 2019 року.
Повідомлялося, що Футбольна асоціація подала заявку на лондонський стадіон «Вемблі» на проведення фіналу 2023 року, щоб відзначити сторіччя відкриття оригінального стадіону в 1923 році. Стадіон «Вемблі» був обраний Виконавчим комітетом УЄФА під час засідання в Любляні, Словенія, 24 вересня 2019 року, де також були визначені господарі фіналів Ліги чемпіонів УЄФА 2021 та 2022 років.
17 червня 2020 року Виконавчий комітет УЄФА оголосив, що через перенесення та перелокацію фіналу 2020 року Лондон замість цього прийматиме фінал 2024 року.

## Шлях до фіналу
Примітка: У всіх результатах, поданих нижче, голи фіналістів подаються першими, натомість де відбувався матч вказано в дужках (д: вдома; г: в гостях; н: на нейтральному полі).
| Команда             | І | В | Н | П | ЗМ | ПМ | РМ | О  |
| ------------------- | - | - | - | - | -- | -- | -- | -- |
| Боруссія (Дортмунд) | 6 | 3 | 2 | 1 | 7  | 4  | +3 | 11 |
| Парі Сен-Жермен     | 6 | 2 | 2 | 2 | 9  | 8  | +1 | 8  |
| Мілан               | 6 | 2 | 2 | 2 | 5  | 8  | −3 | 8  |
| Ньюкасл Юнайтед     | 6 | 1 | 2 | 3 | 6  | 7  | −1 | 5  |

| Команда     | І | В | Н | П | ЗМ | ПМ | РМ | О  |
| ----------- | - | - | - | - | -- | -- | -- | -- |
| Реал Мадрид | 6 | 6 | 0 | 0 | 16 | 7  | +9 | 18 |
| Наполі      | 6 | 3 | 1 | 2 | 10 | 9  | +1 | 10 |
| Брага       | 6 | 1 | 1 | 4 | 6  | 12 | −6 | 4  |
| Уніон       | 6 | 0 | 2 | 4 | 6  | 10 | −4 | 2  |

## Матч
| 1 червня 2024 22:00 (20:00 BST) |

| Боруссія (Дортмунд) | 0:2      | Реал Мадрид                         |
| ------------------- | -------- | ----------------------------------- |
|                     | Протокол | Карвахаль 74ʼ' Вінісіус Жуніор 83ʼ' |

| «Вемблі», Лондон Глядачів: 86 212 Арбітр: Славко Винчич (Словенія) |

| Боруссія | Реал Мадрид |

| ВР               | 1  | Грегор Кобель        |     |     |
| ЗХ               | 26 | Юліан Рюерсон        |     |     |
| ЗХ               | 15 | Матс Гуммельс        | 79' |     |
| ЗХ               | 4  | Ніко Шлоттербек      | 40' |     |
| ЗХ               | 22 | Ян Матсен            |     |     |
| ПЗ               | 23 | Емре Джан ()         |     | 80' |
| ПЗ               | 20 | Марсель Забітцер     | 43' |     |
| ПЗ               | 10 | Джейдон Санчо        |     | 87' |
| ПЗ               | 19 | Юліан Брандт         |     | 80' |
| НП               | 27 | Карім Адеємі         |     | 72' |
| НП               | 14 | Ніклас Фюллькруг     |     |     |
| Запасні:         |    |                      |     |     |
| ВР               | 33 | Александр Меєр       |     |     |
| ВР               | 35 | Марцел Лотка         |     |     |
| ЗХ               | 25 | Ніклас Зюле          |     |     |
| ПЗ               | 6  | Саліх Озджан         |     |     |
| ПЗ               | 8  | Фелікс Нмеча         |     |     |
| ПЗ               | 11 | Марко Ройс           |     | 72' |
| ПЗ               | 17 | Маріус Вольф         |     |     |
| ПЗ               | 38 | Кєлл Ветєн           |     |     |
| ПЗ               | 43 | Джеймі Байно-Гіттенс |     | 87' |
| НП               | 9  | Себастьєн Алле       |     | 80' |
| НП               | 18 | Юссуфа Мукоко        |     |     |
| НП               | 21 | Доніелл Мален        |     | 80' |
| Головний тренер: |    |                      |     |     |
| Един Терзич      |    |                      |     |     |

| ВР               | 1  | Тібо Куртуа        |     |       |
| ЗХ               | 2  | Данієль Карвахаль  |     |       |
| ЗХ               | 22 | Антоніо Рюдігер    |     |       |
| ЗХ               | 6  | Начо ()            |     |       |
| ЗХ               | 23 | Ферлан Менді       |     |       |
| ПЗ               | 12 | Едуарду Камавінга  |     |       |
| ПЗ               | 15 | Федеріко Вальверде |     |       |
| ПЗ               | 8  | Тоні Кроос         |     | 85'   |
| ПЗ               | 5  | Джуд Беллінгем     |     | 85'   |
| НП               | 11 | Родріго Гоес       | 90' |       |
| НП               | 7  | Вінісіус Жуніор    | 35' | 90+4' |
| Запасні:         |    |                    |     |       |
| ВР               | 13 | Андрій Лунін       |     |       |
| ВР               | 25 | Кепа Аррісабалага  |     |       |
| ЗХ               | 3  | Едер Мілітао       |     | 90'   |
| ЗХ               | 4  | Давід Алаба        |     |       |
| ЗХ               | 17 | Лукас Васкес       |     | 90+4' |
| ЗХ               | 20 | Фран Гарсія        |     |       |
| ПЗ               | 10 | Лука Модрич        |     | 85'   |
| ПЗ               | 18 | Орельєн Чуамені    |     |       |
| ПЗ               | 19 | Дані Себальйос     |     |       |
| ПЗ               | 21 | Брахім Діас        |     |       |
| ПЗ               | 24 | Арда Гюлер         |     |       |
| НП               | 14 | Хоселу             |     | 85'   |
| Головний тренер: |    |                    |     |       |
| Карло Анчелотті  |    |                    |     |       |

| Гравець матчу: Данієль Карвахаль (Реал Мадрид) Помічники арбітра: Томаж Кланчник (Словенія) Андраж Ковачич (Словенія) Четвертий арбітр: Франсуа Летексьє (Франція) Резервний помічник арбітра: Сіріль Мюньє (Франція) Відеоасистент арбітра: Нейц Кайтазович (Словенія) Помічник відеоасистента арбітра: Раде Обренович (Словенія) Допоміжний відеоасистент арбітра : Массіміліано Ірраті (Італія) | Регламент - 90 хвилин. - 30 хвилин додаткового часу за необхідності. - Серія пенальті за необхідності. - По дванадцять запасних гравців. - Максимум п'ять заміни гравців від кожної команди посеред матчу та шоста у разі додаткового часу. |